# گورگن آرسنیان
'گورگن بابکنی آرسنیان (ارمنی: Գուրգեն Բաբկենի Արսենյան؛ زاده ۲۲ نوامبر ۱۹۵۹) یک سیاستمدار اهل ارمنستان است که از تاریخ اوت ۲۰۲۴ تا کنون سفیر ارمنستان در روسیه می‌باشد. وی نماینده دوره‌های دوم، سوم، پنجم و هشتم مجلس ملی جمهوری ارمنستان بوده است.